# أحمد العنبر
أحمد خالد العنبر لاعب كرة قدم سعودي ، يلعب في نادي الشرق.

## مسيرة اللاعب
لعب في نادي الشرق ونادي الساحل ونادي السد ونادي الأخدود ونادي التقدم.